# Vattenerosion

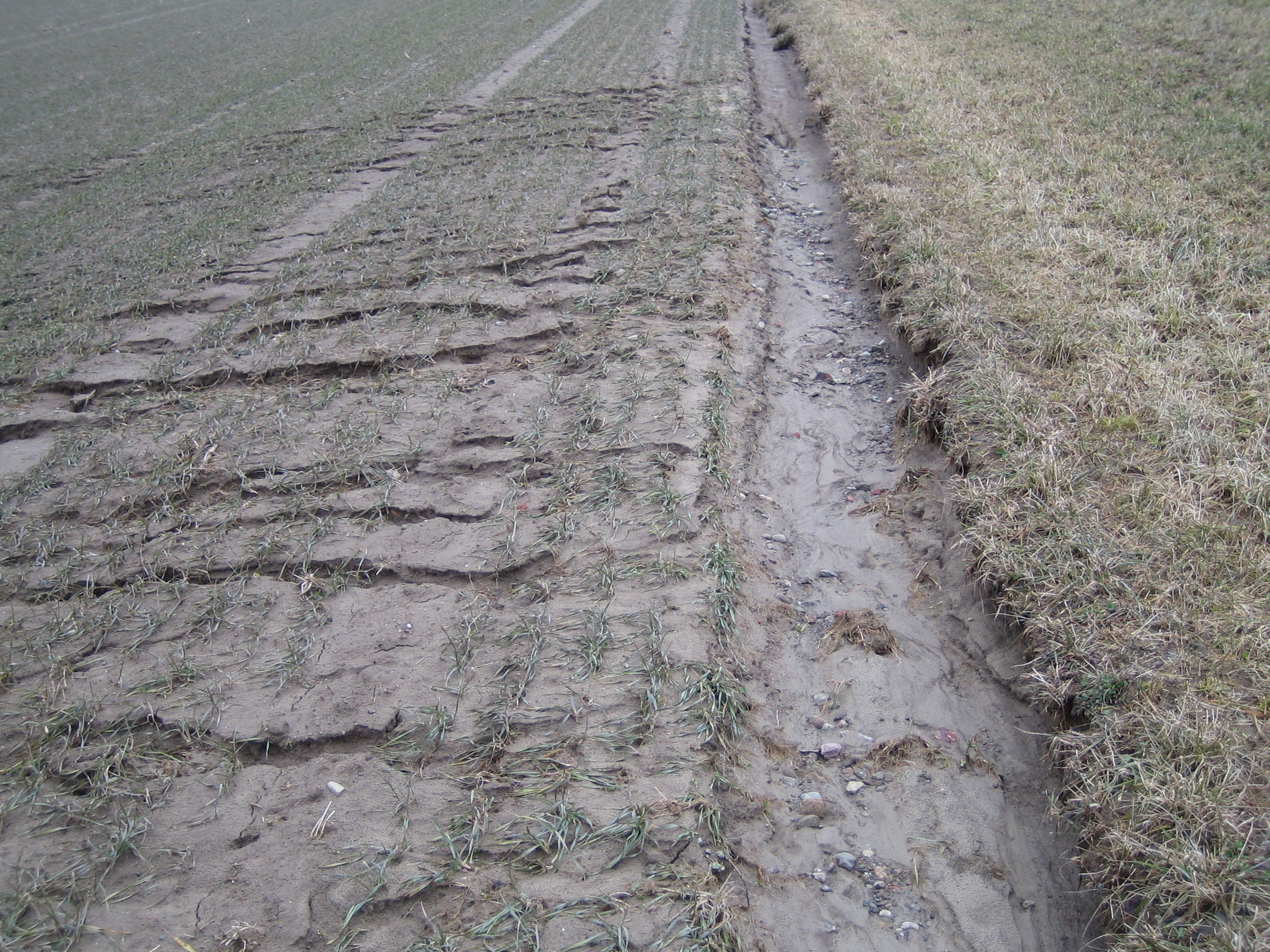
Små fåror, i mark som odlas intensivt (Bern, Schweiz).

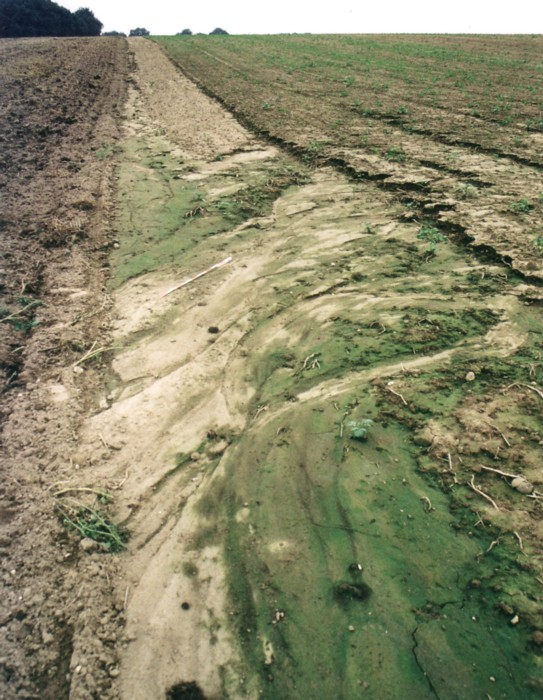
Erosion av jordbruksmark.

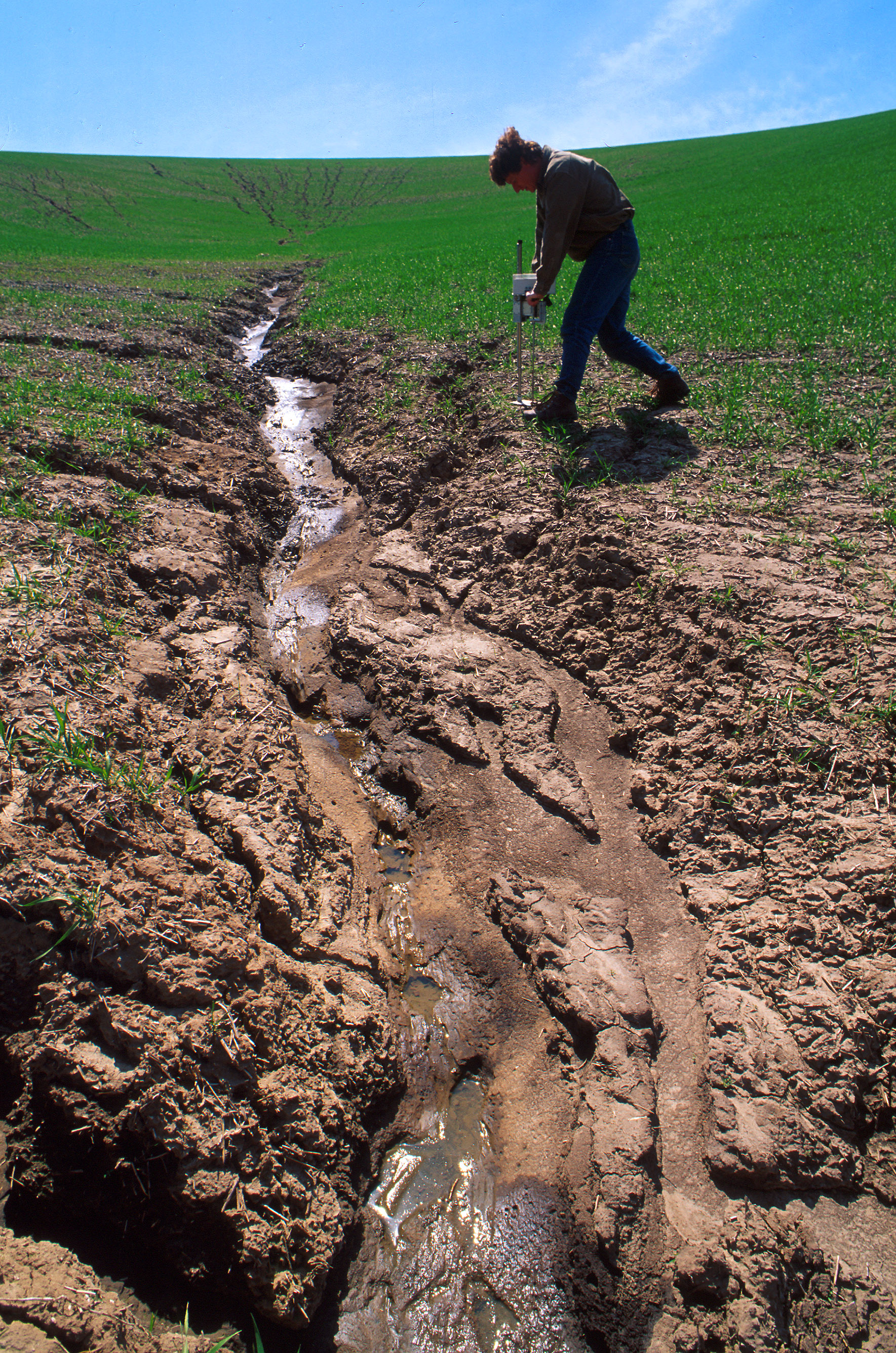
Erosion på en åker med vete nära Washington State University

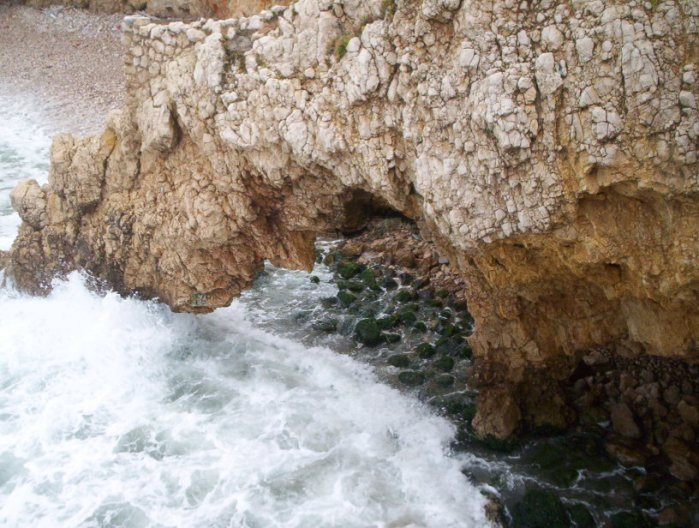
Klippkust påverkad av vattenerosion

Vattenerosion är ett vattenflöde som för bort jord, sand och stenar, vilket gör att marken planas ut eller att delar av ytan förs bort. Erosion definieras som en process av slitage, transport och avsättning av partiklar av jordmassan. Sedimentering, det vill säga avsättningen av eroderat och transporterat material, sker ibland långt från ursprungsplatsen och kan orsaka lika mycket eller mer skada än själva erosionen.

## Olika former av vattenerosion
Då ytavrinning uppstår till följd av till exempel ett kraftigt regn eller från snösmältning kan erosion uppstå. Det finns fyra olika typer av erosion som orsakas av vatten: regndroppserosion, yterosion, rännilserosion och ravinerosion. Ytavrinning medverkar i de tre senare. 
Regndroppserosion är resultet av vattendropparnas påverkan på jordpartiklar vilka sönderfaller vid regn.
Yterosion kan beskrivas som att ytavrinningen fördelas likformigt som ett ytskikt över en markyta, alltså utan att fåror bildas. Generellt sett blir skadorna som uppkommer av yterosion små, men kan i värsta fall föra bort jord från stora arealer. Om marken lutar mer än 2–3° kan rännilar bildas i marken vilket leder till att erosionen övergår till rännilserosion, vilket är den vanligaste typen av erosion. Om rännilarna grenar sig och växer sig större kan den tredje typen bildas, ravinerosion. Raviner har lättare att bildas vid kraftigare sluttningar om marken samtidigt har en svag aggregatstruktur samt mindre mängd vegetation.

## Inverkande faktorer
Faktorer som påverkar är klimat, jord, vegetation och topografi. Klimatfaktorer spelar en viktig roll i vattenerosion, där nederbörden både i dess intensitet och varaktighet är den utlösande faktorn. Sambandet mellan egenskaperna hos regn, infiltration, avrinning och förlust av jord, är dock mycket komplext.
Vissa egenskaper hos jorden, såsom dess sammansättning, dess struktur, infiltrationsförmåga med mera, påverkar dess eroderbarhet.
Även om vegetationens betydelse för vattenerosionen varierar med årstiden, odling, täckningsgrad, rotutveckling etc., är dess effekt direkt relaterat till vegetationens kvarhållande av vattnet, infiltrationen och avrinningshastigheten.
Topografin påverkar processen genom dess lutning och form. När infiltrations- och ytlagringskapaciteten är mättad börjar avrinningen som drar med sig lösa partiklar. 
När jord utsätts för regn är sönderfall av jordklumpar en allmän effekt. Men sönderdelningen vid avrinning är en riktad åtgärd som verkar på en liten del av marken där avrinningen är koncentrerad med erosiva hastigheter.
Även om det finns en kombination mellan stänk- och avrinningstransport, har båda sina speciella effekter. Genom stänk rör sig jorden mot fåror och raviner och avrinner tillsammans med material som sönderdelats. Transportkapaciteten är direkt kopplad till flödets hastighet och turbulens.
Sedimentering sker när avrinningens hastighet minskar, den sker selektivt, först deponeras stenar och sand och sedan, på ett längre avstånd, silt och lera.
Den här artikeln är helt eller delvis baserad på material från spanska Wikipedia.